# Mildensee
Mildensee is een plaats in de Duitse gemeente Dessau-Roßlau, deelstaat Saksen-Anhalt, en telt 2.136 inwoners (2006).

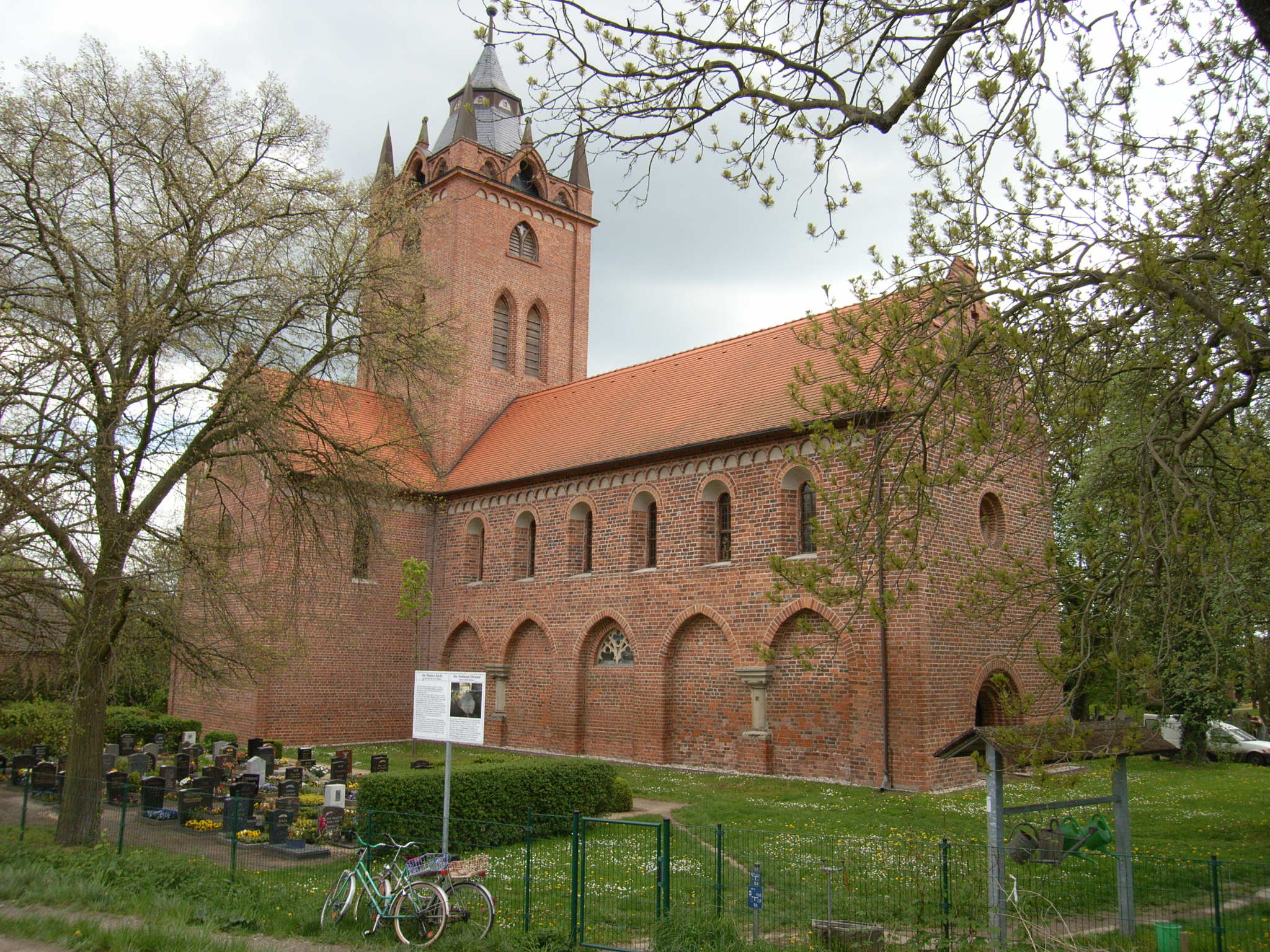
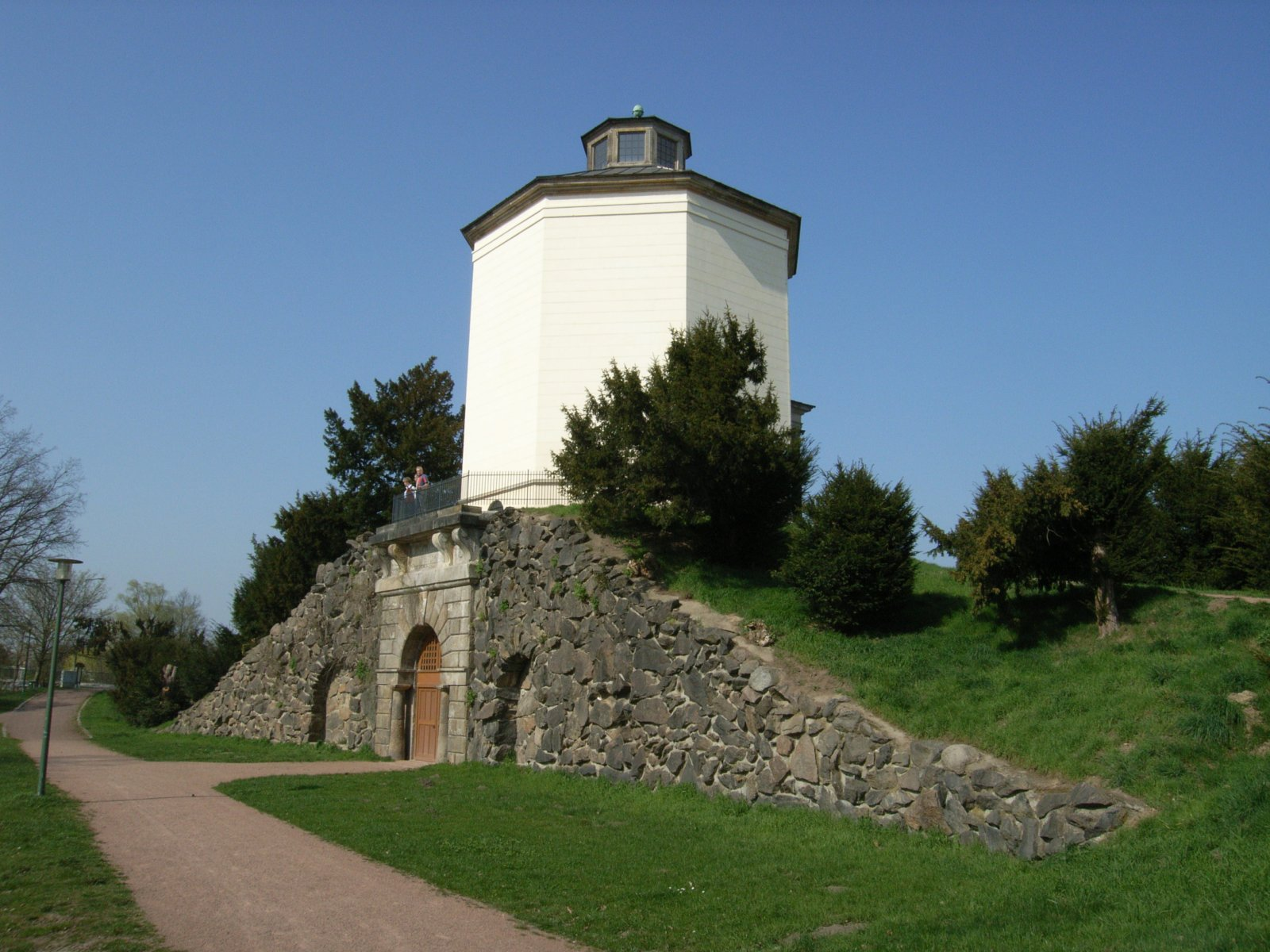